# Oratia
Oratia – wieś w Rumunii, w okręgu Buzău, w gminie Podgoria. W 2011 roku liczyła 340 mieszkańców.